# Województwo środkowopomorskie
Województwo środkowopomorskie – nazwa projektu województwa w Polsce, w podobnych granicach do województwa koszalińskiego z lat 1950–1975. Projekt zakładał utworzenie województwa z siedzibą wojewody w Koszalinie, a sejmiku województwa w Słupsku.
W 1. kwartale 2000 roku przeprowadzono badania na próbie 2483 mieszkańców byłego województwa koszalińskiego (1975–1998) i 2316 mieszkańców byłego województwa słupskiego, które wskazywały, że 75 procent (badanych) mieszkańców chciało województwa środkowopomorskiego i opowiadało się za nim.
Ośrodkami utworzenia nowego województwa były samorządy dwóch największych miast, czyli Koszalina i Słupska. W 2006 roku przedstawiciele wszystkich samorządów powiatów lęborskiego, bytowskiego, wałeckiego i złotowskiego wyrazili sprzeciw wobec projektu przyłączenia do nowego województwa. Przedstawiciele samorządów gmin powiatów złotowskiego i wałeckiego potwierdzili, że 8-letnie funkcjonowanie w ramach istniejących województw: wielkopolskiego i zachodniopomorskiego, przyniosło pozytywne efekty dla rozwoju lokalnych społeczności, nastąpiła już pełna integracja społeczna oraz gospodarcza. Przeciwne zmianom jest też Stowarzyszenie Osób Narodowości Kaszubskiej, argumentując, iż województwo pomorskie w obecnych granicach jednoczy historyczne Kaszuby w całość.
Zdaniem przeciwników projektu, tworzenie województwa środkowopomorskiego miałoby służyć tylko zaspokojeniu egoistycznych ambicji słupsko-koszalińskich elit politycznych. Przeciwnicy zwracali uwagę także na mały budżet nowego województwa, uniemożliwiający przeprowadzanie większych inwestycji.

## Odniesienia historyczne
Podobna jednostka administracyjna istniała już w latach 1950–1975 pod nazwą województwo koszalińskie. W roku 1975 jej obszar podzielono między województwa słupskie, koszalińskie i pilskie.
Województwo środkowopomorskie miało nawiązywać do istniejącej w XIX wieku rejencji koszalińskiej, na terenie niemieckiej prowincji Pomorze. Jednostka ta jednak nie obejmowała ziem obecnych: powiatów złotowskiego, drawskiego, wałeckiego i człuchowskiego, które należały do rejencji pilskiej, a obejmowała ziemie powiatu lęborskiego. W skład całej prowincji Pomorze oprócz wspomnianych rejencji koszalińskiej i pilskiej wchodziła jeszcze rejencja szczecińska.
Reforma administracyjna z 1 stycznia 1999 roku przywróciła podział administracyjny państwa zbliżony do tego z roku 1975, jednak z liczbą województw ustaloną na 16, rezygnując z utworzenia regionu środkowopomorskiego, łącząc Pomorze Zachodnie. Argumentami za odrzuceniem tego regionu podczas sejmowych negocjacji w 1998 były: słabe notowania gospodarcze w porównaniu z innym pierwotnie planowanym do usunięcia województwem świętokrzyskim (Jerzy Madej, UW), potencjalne osłabienie sąsiedniego województwa zachodniopomorskiego i brak woli mieszkańców byłego województwa słupskiego (Tadeusz Syryjczyk, UW) oraz sprzeciw parlamentarzystów gdańskich (Krzysztof Majka, AWS).

## Historia inicjatyw
lipiec 1998Protesty grupy mieszkańców środkowego Pomorza (głównie w Koszalinie), sprzeciwiających się podziałowi państwa na 12, 15 oraz 16 województw
maj 2002Projekt ustawy o powołaniu województwa środkowopomorskiego; nie trafia pod obrady Sejmu, zgłaszający go poseł SLD Edward Wojtalik omal nie zostaje usunięty z szeregów swojego ugrupowania
lipiec 2002Powstaje kolejny projekt utworzenia nowego województwa, tym razem z inicjatywy Samoobrony; również nie trafia pod obrady
czerwiec 2003Uruchomienie procedury utworzenia województwa środkowopomorskiego w ramach inicjatywy obywatelskiej – motorem działań jest stowarzyszenie Integracja dla rozwoju
sierpień 2003Przyjęcie informacji przez marszałka Sejmu o utworzeniu Obywatelskiego Komitetu Inicjatywy Ustawodawczej; rozpoczyna się trzymiesięczny okres zbierania podpisów pod projektem
29 grudnia 2003Projekt ustawy podpisany przez 136 tysięcy obywateli (27 tysięcy z terenów byłego województwa słupskiego) trafił do sejmu
18 marca 2004W Sejmie odbywa się pierwsze czytanie projektu ustawy o utworzeniu nowego województwa, decyzją posłów projekt skierowany do Komisji Administracji i Spraw Wewnętrznych oraz Komisji Samorządu Terytorialnego i Polityki Regionalnej
sierpień 2004Zbieranie podpisów pod poparciem powstania województwa środkowopomorskiego
13 kwietnia 2005Rząd w oficjalnym stanowisku upoważnia ministra spraw wewnętrznych i administracji do reprezentowania rządu w sprawie projektu w toku prac parlamentarnych oraz wskazując uwagę na „szczególną ochronę konstytucyjnych praw społeczności lokalnych i regionalnych do udziału w sprawowaniu władzy publicznej” rekomenduje Sejmowi przeprowadzenie referendum na obszarze obejmującym teren proponowanego województwa. Lokalne środowiska nie widzą potrzeby dokonywania podziału województwa.
8 grudnia 2005Do laski marszałkowskiej wpłynął Poselski projekt ustawy o zmianie ustawy z dnia 24 lipca 1998 roku o wprowadzeniu zasadniczego trójstopniowego podziału terytorialnego państwa
14 lutego 2006Skierowano do 1. czytania na posiedzeniu Sejmu Poselski projekt ustawy o zmianie ustawy z dnia 24 lipca 1998 roku o wprowadzeniu zasadniczego trójstopniowego podziału terytorialnego państwa oraz Obywatelski projekt ustawy o zmianie ustawy z dnia 24 lipca 1998 roku o wprowadzeniu zasadniczego trójstopniowego podziału terytorialnego państwa.
23 lutego 2006Oba projekty Sejm skierował do prac w komisjach.
2 marca 2006Rada Ministrów opowiedziała się przeciwko projektowi powstania nowego województwa ze względu na mający nastąpić w wyniku tego znaczący wzrost kosztów funkcjonowania administracji
13 marca 2006Podczas otwartej debaty w złotowskim domu kultury przedstawiciele wszystkich samorządów powiatu złotowskiego, jak również zdecydowana większość przedstawicieli społeczności lokalnej – uczestników dyskusji, wyrazili swój sprzeciw wobec projektu przyłączenia powiatu złotowskiego do województwa środkowopomorskiego. Tydzień później, podczas wspólnego spotkania w Jastrowiu podobną deklarację odnośnie do swych jednostek terytorialnych złożyli przedstawiciele wszystkich samorządów powiatów wałeckiego i złotowskiego.
maj 2006Prezydent Lech Kaczyński opowiedział się przeciw utworzeniu nowego województwa.
10 października 2007Premier Jarosław Kaczyński zapowiedział, że sprawa powstania województwa środkowopomorskiego podjęta zostanie po wyborach.
24 października 2007Premier Donald Tusk podczas wystąpienia w sejmie stwierdził, iż nie przewiduje inicjatywy utworzenia województwa środkowopomorskiego i że zmiany granic województw w tej części Polski nie byłyby czymś pożądanym.
18 grudnia 2007Komitet obywatelski otrzymał pismo od Marszałka Sejmu Bronisława Komorowskiego, w którym informuje, że sejm VI kadencji nie zajmie się sprawą utworzenia województwa środkowopomorskiego.
1 lutego 2009Na kongresie w Krakowie PiS opowiedziało się za mocnymi samorządami, wzmocnieniem władzy wojewodów oraz utworzeniem dwóch nowych województw: środkowopomorskiego (ze stolicą w Koszalinie) i warszawskiego.
20 maja 2012Prezes PiS Jarosław Kaczyński opowiedział się, w czasie spotkania z mieszkańcami Koszalina, za utworzeniem województwa środkowopomorskiego z dwiema stolicami. Obiecał, że po dojściu PiS do władzy sprawa utworzenia nowego województwa zostanie szybko podniesiona.
26 września 2015Podczas spotkania w Akademickim Klubie Obywatelskim im. Lecha Kaczyńskiego w Poznaniu, prezes PiS ponownie zaproponował utworzenie województw środkowopomorskiego oraz warszawskiego, w kontekście zbliżających się wyborów parlamentarnych.
17 lutego 2016MSWiA powiadomiło o rezygnacji z planów utworzenia województwa środkowopomorskiego.
5 sierpnia 2020Po kampaniach wyborczych, w których PiS ponownie deklarował poparcie dla utworzenia województwa środkowopomorskiego i zwycięstwie tej partii w wyborach parlamentarnych i prezydenckich, stowarzyszenia przedsiębiorców regionu środkowopomorskiego skierowały list do władz krajowych pytając o realizację obietnic wyborczych.

## Obszar
| Powiat       | Gminy | Obecne województwo |
| ------------ | --- | ------------------ |
| Koszalin     | <miasto na prawach powiatu> | zachodniopomorskie |
| białogardzki | Białogard (miasto), Białogard (gmina), Karlino, Tychowo | zachodniopomorskie |
| drawski      | Czaplinek, Drawsko Pomorskie, Kalisz Pomorski, Ostrowice, Wierzchowo, Złocieniec                                                                                   | zachodniopomorskie |
| kołobrzeski  | Dygowo, Gościno, Kołobrzeg (miasto), Kołobrzeg (gmina), Rymań, Siemyśl, Ustronie Morskie                                                                           | zachodniopomorskie |
| koszaliński  | Będzino, Biesiekierz, Bobolice, Manowo, Mielno, Polanów, Sianów, Świeszyno                                                                                         | zachodniopomorskie |
| sławieński   | Darłowo (miasto), Darłowo (gmina), Malechowo, Postomino, Sławno (miasto), Sławno (gmina)                                                                           | zachodniopomorskie |
| szczecinecki | Barwice, Borne Sulinowo, Grzmiąca, Szczecinek (miasto), Szczecinek (gmina)                                                                                         | zachodniopomorskie |
| świdwiński   | Brzeżno, Połczyn-Zdrój, Rąbino, Sławoborze, Świdwin (miasto), Świdwin (gmina)                                                                                      | zachodniopomorskie |
| wałecki      | Człopa, Mirosławiec, Tuczno, Wałcz (miasto), Wałcz (gmina) | zachodniopomorskie |
| Słupsk       | <miasto na prawach powiatu> | pomorskie          |
| bytowski     | Bytów (miasto), Bytów (gmina), Borzytuchom, Czarna Dąbrówka, Kołczygłowy, Lipnica, Miastko (miasto), Miastko (gmina), Parchowo, Studzienice, Trzebielino, Tuchomie | pomorskie          |
| człuchowski  | Czarne, Debrzno, Człuchów (miasto), Człuchów (gmina), Przechlewo, Rzeczenica                                                                                       | pomorskie          |
| słupski      | Damnica, Dębnica Kaszubska, Główczyce, Kobylnica, Potęgowo, Słupsk, Smołdzino, Ustka (miasto), Ustka (gmina)                                                       | pomorskie          |
| złotowski    | Jastrowie, Krajenka, Okonek, Lipka, Tarnówka, Zakrzewo, Złotów (miasto), Złotów (gmina)                                                                            | wielkopolskie      |

Powiat lęborski był wymieniony w projekcie obywatelskim, projekt poselski pozostawiał ten powiat w województwie pomorskim.